# Чандра Музаффар
Ча́ндра Музаффа́р (малайск.  Chandra Muzaffar; род. 10 марта 1947, Бедонг, Кедах) — малайзийский политолог, педагог, учёный.

## Краткая биография
Родился в индийской семье, где исповедовали индуизм. Позднее, однако, принял ислам. Окончил Национальный университет Сингапура (1970), там же защитил докторскую диссертацию (1977). В 1970−1983 гг. преподавал в Университете наук Малайзии (о. Пинанг), затем стал профессором Университета Малайя, где в 1997—1999 гг. был первым директором Центра «Диалог цивилизаций». Поддержал движение реформ бывшего заместителя премьер-министра Малайзии Анвара Ибрагима и даже вошёл в 1999 г. в созданную супругой Анвара — Ван Азизой Партию национальной справедливости и стал её вице-президентом. За это был уволен из Университета Малайя и лишь после длительного судебного процесса получил денежную компенсацию, но восстановиться на работе в университете не смог. Впоследствии разочаровался в Анваре Ибрагиме и в 2001 г. покинул партию.
Больше известен как основатель и президент правозащитной организации «Национальное движение самосознания» (Aliran Kesedaran Negara) (1977—1991). С 1985 г. — член исполнительного комитета Азиатской комиссии по правам человека. В октябре-декабре 1987 находился под арестом. В 1989 г. назначен в Национальный экономический консультативный комитет ОМНО, который покинул в 1990 г. в знак несогласия с его политикой. В 1991 возглавил «Международное движение за справедливый мир» (International Movement for a Just World).
В 1992—1999 гг. был членом Малайзийского экономического исследовательского института (MERI); Один из попечителей Фонда «Одна Малайзия» (2009). Профессор кафедры имени Ноордина Сопи по вопросам глобальных исследований Университета наук Малайзии (2007—2012). Выпустил более 20 книг.

## Семья
Отец П. Н. Пиллай — администратор больницы. Основал английскую начальную школу. Был председателем кедахского отделения Рабочей партии Малайи. Супруга Матиам Мохд. Хашиом, две дочери.

## Награды
- Стипендия Фонда Рокфеллера в области общественных наук (1984—1985);
- Премия Харри Дж. Бенды за выдающийся вклад в изучение Юго-Восточной Азии (США, 1989)[4].

## Основные труды
- Protector (Защитник)(1979)
- Universalism of Islam (Универсальность ислама) (1979)
- Freedom in Fetters: An Analysis of the State of Democracy in Malaysia (1986)
- Islamic Resurgence in Malaysia (Всплеск исламского движения в Малайзии) (1987)
- The NEP, Development, and Alternative Consciousness (1989)
- Challenges and Choices in Malaysian Politics and Society (1989)
- The Politics of Control and Dominance: Subjugating Iraq (1992)
- Human Rights and the New World Order (Права человека и новый экономический порядок) (1993)
- Alternative Politics for Asia: A Buddhist-Muslim Dialogue (Альтернативная политика для Азии: буддийско-исламский диалог) (1999)
- Rights, Religion and Reform (Права, религия и реформы) (2002)
- Muslims, Dialogue, Terror (Мусульмане, диалог, террор) (2003).
- Global Ethic or Global Hegemony? (Глобальный этнос или глобальная гегемония) (2005)
- Religious Values in Plural Society (2006)
- Hegemony: Justice; Peace (Гегемония: справедливость, мир) (2008)
- Religion & Governance (Религия и управление) (2009)
- A Plea for Empathy: The Quest for Malaysian Unity (2010)
- Muslims Today: Changes Within, Challenges Without : the Struggle for an Inclusive and Progressive Understanding of the Faith (2011)
- Exploring Religion in Our Time (2011)
- Islam and the Future of Inter-ethnic Relations in Malaysia: A Public Lecture Delivered on 11 June 2008, at the Institute of Strategic and International Studies (ISIS) Malaysia